# Ростовський академічний театр драми імені Максима Горького
Театр імені Горького - один з найбільших театрів Ростова-на-Дону. Будівля театру знаходиться на Театральній площі.
Будівля входить до списку шедеврів епохи конструктивізму - в Лондонському музеї історії архітектури Росію представляють всього два макети: собор Василя Блаженного і Драматичний театр ім. Максима Горького. Ле Корбюзьє і Оскар Німеєр називали театр перлиною радянської архітектури.

## Архітектура
Будівля була побудована в 1935 році за проектом академіка архітектури В. А. Щуко і професора В. Г. Гельфрейха. Все обладнання сцени спроектований інженерами І. В. Екскузовічем. Будівництво велося колективом працівників «Театростроя» (директором був А. М. Стамблер). Після завершення будівництва багато експертів називали театр одним з найкращих в країні.
Зовнішнім виглядом театр нагадує трактор. Спочатку він був облицьований білим инкерманским каменем, а частина фасаду - білим мармуром, пілястри при входах до театру були з полірованого лабрадора. Також природним мармуром були облицьовані головні сходи, штучним - вестибюль, фоє і зал для глядачів. Великий зал був розрахований на 2250 глядачів і призначався для сценічних вистав, у той час як малий - для естрадних і концертних. Будівля театру включало в себе також бібліотеку і музей. Фасад будівлі прикрашений горельєфами роботи Сергія Королькова. Основним мінусом будівлі була погана акустика.
Відновлений в 1963 році театр став значно менше. Проект реконструкції виконувався архітекторами В. М. Анікіним, В. Н. Розумовським, В. В. Деонтьевим під керівництвом Н. Н. Семененко і при консультаціях професора В. Г. Гельфрейха. Була проведена повна перепланування внутрішньої частини будівлі. Істотно скоротилася місткість залів, ліквідовано багато диванні, буфетні, дитячий садок-ясла, залишився тільки один сценічне коло. Зникла основна частина мармурового облицювання. Разом з тим значно покращилася акустика.
В даний час в будівлі театру є три сценічні майданчики: Великий зал на 1165 місць (габарити сцени: ширина - 23 м, глибина - 22 м, висота - 22 м), Малий зал на 300 місць і Експериментальна сцена на 70 місць. Крім того в західному крилі розташована ART Галерея, в який проводяться виставки-продажу творів мистецтва, і ART Кафе «Театральна площа № 1».

## Премії та звання
- 1936 - премія на 4-му Міжнародному фестивалі театрального мистецтва (режисер Ю. А. Завадський).
- 1976 - Державна премія РРФСР ім. К. С. Станіславського за виставу «Тихий Дон» за романом М. А. Шолохова.
- 1980 - присвоєно почесне звання «Академічний».
- 1995 - перша премія на Всеросійському фестивалі «Російська класика» за експериментальний пошук в освоєнні драматургії А. С. Пушкіна (вистава «Маленькі трагедії», режисер К. С. Серебренников) .
- 2005 - найкращий спектакль і премія за оригінальну постановку на Всеросійському театральному фестивалі «Зірки Перемоги» (м. Рязань) - спектакль за оповіданням М. А. Шолохова «Доля людини» (режисер М. Є. Сорокін).
- 2010 - найкращий спектакль на IV Театральному фестивалі (м. Миколаїв, Україна) міжнародного чорноморського клубу HOMO LUDENS («Людина, що грає») за постановку вистави за твором А. П. Чехова «Вишневий сад» (режисер М. Є. Сорокін).
- 2010 - премія на IV Всеросійському театральному фестивалі «Російська комедія» за оригінальну постановку імені Миколи Акімова - вистава «Вишневий сад» (режисер М. Є. Сорокін).